# Јерко Доко
Јерко Доко (Мостар, ФНРЈ), бивши је хрватски политичар. Бивши је први министар одбране Републике Босне и Херцеговине.
Доко је био један од организатора референдума за независност БиХ 29. фебруара и 1. марта 1992. године. Данас живи у Загребу.